# 怪嘴龍屬
怪嘴龍屬（學名：Gargoyleosaurus）又名承霤口龍，是已發現較完整化石的甲龍亞目恐龍中，生存年代最早的物種。牠的頭顱骨長約29厘米，身體全長估計有3-4米，牠的體重估計約有1噸。正模標本是在美國懷俄明州奧爾巴尼縣的莫里遜組中被發現，地質年代屬於侏羅紀晚期（啟莫里階至提通階）。第二早期的甲龍科是澳洲昆士蘭州的敏迷龍，年代為下白堊紀的阿普第階。
模式種是G. parkpinorum，是由肯尼思·卡彭特（Kenneth Carpenter）在1998年命名，當時為G. parkpini。屬名意思是「滴水嘴獸蜥蜴」。一個怪嘴龍的骨架模型，正在丹佛自然和科學博物館展示中。

## 正模標本

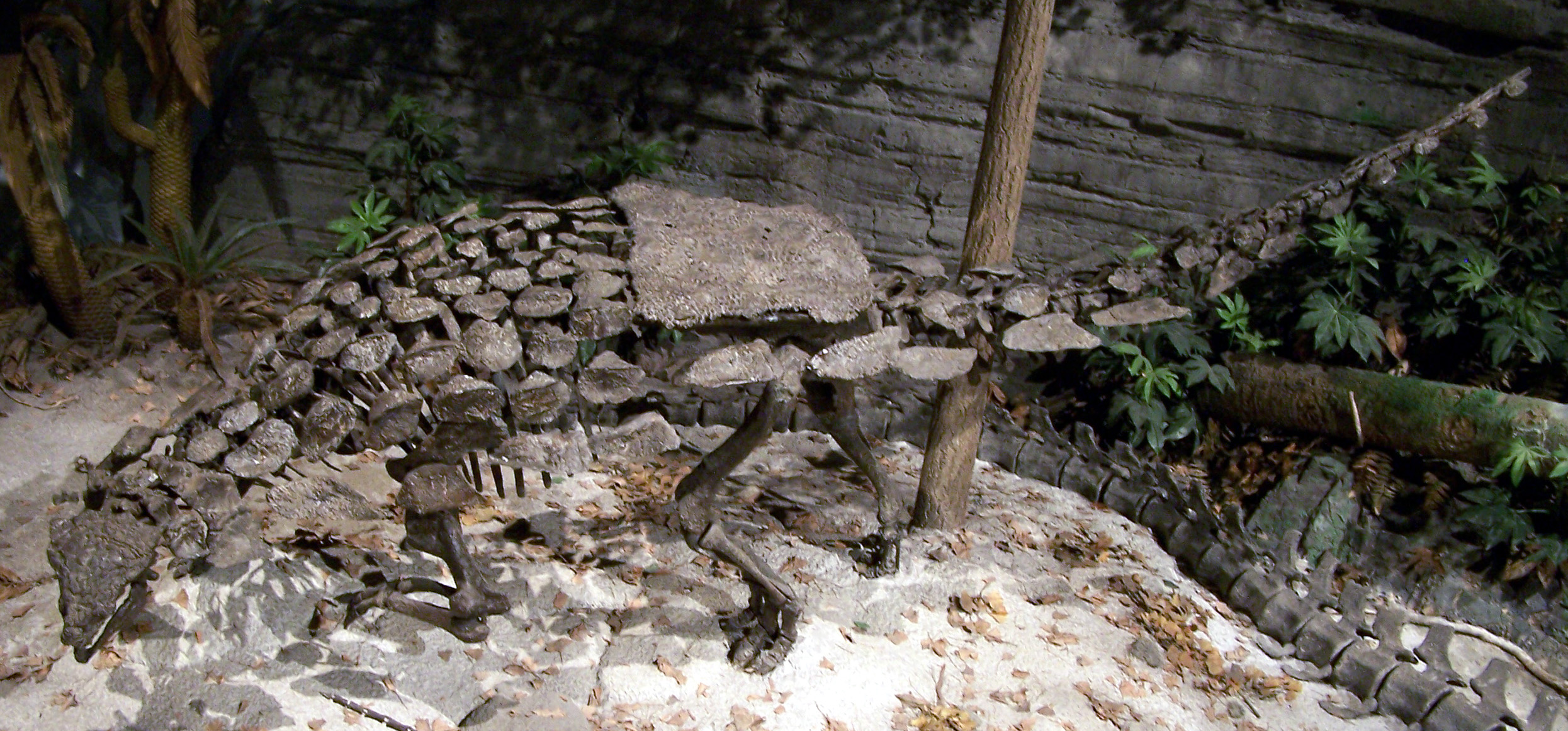
怪嘴龍的骨架 - 北美洲古生物博物館

怪嘴龍的正模標本是於1996年挖掘的，目前在科羅拉多州丹佛的丹佛自然和科學博物館展覽。除了正模標本以外，還發現兩個部分骨骼，但尚未研究。這些標本包含了大部份的頭顱骨及部份顱後骨。牠原先於1998年被命名為G. parkpini，但卻後來於2001年根據國際動物命名法規被更名為G. parkpinorum。

## 分類
大部份頭顱骨及骨骼已被發現，而怪嘴龍的頭顱骨包括有明顯的方軛骨及鱗狀骨。牠的特徵包括有狹窄的喙嘴，在每根前上頜骨都有7個圓錐形牙齒、不完整的骨質鼻中隔、直線排列的鼻腔、缺乏次生腭、兩組骨質的頸部甲板及一些長圓刺。
怪嘴龍在2004年被分類在甲龍亞目中的多刺甲龍亞科，與大部份種系發生學假說一致。但是這些研究只是針對頭顱骨，而其他有關多刺甲龍亞科的特徵都是在顱後骨骼的。

## 外部連結
- 恐龍博物館——怪嘴龍